# Kedung Padang
Kedung Padang is een bestuurslaag in het regentschap Nganjuk van de provincie Oost-Java, Indonesië. Kedung Padang telt 2055 inwoners (volkstelling 2010).